# Taraxacum montanum
Taraxacum montanum là một loài thực vật có hoa trong họ Cúc. Loài này được (C.A.Mey.) DC. miêu tả khoa học đầu tiên năm 1838.